# The Life Aquatic Studio Sessions
The Life Aquatic Studio Sessions é o terceiro álbum de estúdio da carreira solo do músico brasileiro Seu Jorge, lançado em 22 de novembro de 2005 pela gravadora Hollywood Records. É uma colectânea de canções de David Bowie (mais um original, "Team Zissou") que Jorge gravou em português para a trilha sonora do filme The Life Aquatic with Steve Zissou.
Cinco das covers foram incluídas na trilha sonora original do filme mas foram novamente gravadas para o álbum. As traduções para português não são exactas, Seu Jorge mantém as melodias e o estilo, mas altera as letras amiúde.
O próprio Bowie apreciou o álbum e escreveu o seguinte sobre as versões: "Se Seu Jorge não tivesse gravado minhas canções acusticamente em português, eu nunca teria ouvido esse novo grau de beleza que ele conseguiu adicionar a elas."

## Faixas
Todas de autoria de David Bowie e versão Seu Jorge, exceto onde indicado.
| N.º | Título                  | Compositor(es)                                    | Duração |  |
| 1.  | "Rebel Rebel"           |                                                   | 2:46    |  |
| 2.  | "Life on Mars?"         |                                                   | 3:29    |  |
| 3.  | "Starman"               | David Bowie (versão: Carlos Stein / Sady Hömrich) | 3:16    |  |
| 4.  | "Ziggy Stardust"        |                                                   | 3:41    |  |
| 5.  | "Lady Stardust"         |                                                   | 3:31    |  |
| 6.  | "Changes"               |                                                   | 3:40    |  |
| 7.  | "Oh! You Pretty Things" |                                                   | 3:32    |  |
| 8.  | "Rock 'n' Roll Suicide" |                                                   | 3:10    |  |
| 9.  | "Suffragette City"      |                                                   | 3:10    |  |
| 10. | "Five Years"            |                                                   | 3:59    |  |
| 11. | "Queen Bitch"           |                                                   | 3:42    |  |
| 12. | "When I Live My Dream"  |                                                   | 2:55    |  |
| 13. | "Quicksand"             |                                                   | 4:35    |  |
| 14. | "Team Zissou"           | Seu Jorge                                         | 2:32    |  |

| Faixa bônus do iTunes |                |         |  |
| N.º                   | Título         | Duração |  |
| 1.                    | "Space Oddity" | 5:40    |  |

## Recepção da crítica
O jornal, O Estado de S. Paulo, classificou o disco como "agradável de ouvir, irritante ao prestar atenção nas letras".
| Críticas profissionais | Críticas profissionais |
| Avaliações da crítica  | Avaliações da crítica  |
| Fonte                  | Avaliação              |
| ---------------------- | ---------------------- |
| Allmusic               | [ 4 ]                  |

## Desempenho nas paradas
| Paradas (2005-06)                          | Melhor posição |
| ------------------------------------------ | -------------- |
| Estados Unidos (Billboard Top Heatseekers) | 49             |
| Estados Unidos (Billboard World Albums)    | 2              |